# Hélder Postiga
Hélder Manuel Marques Postiga [ˈɛɫðɛɾ puʃˈtiɣɐ] (* 2. August 1982 in Póvoa de Varzim) ist ein ehemaliger portugiesischer Fußballspieler.

## Verein
Hélder Postiga begann seine Profikarriere im Jahr 2001, als er von der Jugendabteilung des FC Porto in die erste Mannschaft aufstieg. Unter Trainer José Mourinho gelang ihm an der Seite von Sturmpartner Derlei der Durchbruch. Nach den großen Erfolgen mit Porto im Jahr 2003 (UEFA-Pokal-Sieger, Meister, Pokalsieger und Supercup-Sieger) wechselte er für über neun Millionen Euro zu Tottenham Hotspur in die Premier League. Dort konnte sich Postiga jedoch nicht durchsetzen. Nur ein Jahr später kehrte er daher wieder zum FC Porto zurück. Auch bei Porto gelangen Postiga in der Folge keine überzeugenden Leistungen, so dass er 2005 von Co Adriaanse sogar zeitweise in das B-Team versetzt wurde. Im Januar 2006 wechselte Postiga auf Leihbasis bis zum Saisonende zu AS Saint-Étienne in die Ligue 1. Dort fand er zurück zu alter Stärke. Nach seiner Rückkehr schoss er in der Saison 2006/07 für Porto in 24 Ligaspielen 10 Tore und wurde zum zweiten Mal portugiesischer Meister. Zur Winterpause der Saison 2007/08 wechselte er auf Leihbasis zu Panathinaikos Athen.
Zur Saison 2008/09 wurde Postiga für 2,5 Millionen Euro von Sporting Lissabon unter Vertrag genommen. Für exakt die gleiche Ablösesumme wechselte er drei Jahre später zu Real Saragossa in die spanische Primera División. Bei den Aragoniern war Postiga in den Spielzeiten 2011/12 und 2012/13 mit neun bzw. 14 Toren jeweils der klubinterne Toptorjäger. Am Ende der Saison 2012/13 stieg er mit Saragossa jedoch in die Segunda División ab. Daraufhin wechselte Postiga zur Saison 2013/14 für drei Millionen Euro zum FC Valencia. Er unterschrieb einen Zweijahresvertrag bis zum 30. Juni 2015 und sollte den zu Tottenham Hotspur gewechselten Roberto Soldado ersetzen.
Am 30. Januar 2014 wurde er für ein halbes Jahr mit Kaufoption an Lazio Rom verliehen. Am 1. September schloss er sich Deportivo La Coruña an.
Am 29. Juli 2015 wechselte Postiga in die Indian Super League zu Atlético de Kolkata. Am ersten Spieltag steuerte Postiga zwei Tore zum 3:2-Sieg gegen den Chennaiyin FC bei. Kurz vor Spielende verletzte er sich jedoch so schwer, dass er den Rest der Saison ausfiel. Im Februar 2016 wechselte Postiga zurück in die Primeira Liga zum Rio Ave FC, bei dem er einen Vertrag bis zum Saisonende unterschrieb. Anschließend kehrte er zu Atlético de Kolkata zurück und gewann 2016 die indische Meisterschaft.

## Nationalmannschaft
Mit der portugiesischen Nationalmannschaft nahm Postiga an der Europameisterschaft 2004 im eigenen Land teil und wurde Vize-Europameister. Im Viertelfinale schoss er das Tor zur Verlängerung gegen England. Zudem kam er bei der Weltmeisterschaft 2006 und der Europameisterschaft 2008 sowie der Europameisterschaft 2012 zum Einsatz. Bei der Weltmeisterschaft 2014 kam er im zweiten Gruppenspiel gegen die USA von Beginn an für den verletzten Hugo Almeida zum Einsatz, musste jedoch nach 16 gespielten Minuten aufgrund einer eigenen Verletzung ausgewechselt werden. Bei der Weltmeisterschaft 2010 in Südafrika wurde er nicht berücksichtigt.

## Titel und Erfolge
- UEFA-Pokal-Sieger: 2003
- Portugiesischer Meister: 2003, 2007
- Portugiesischer Pokalsieger: 2003
- Portugiesischer Supercupsieger: 2003
- Indischer Meister: 2016